# Funk carioca
Per funk carioca, anche noto come baile funk e funk, si intende un genere di musica dance nato a Rio de Janeiro negli anni ottanta ed è un ritmo derivato della samba.

## Storia

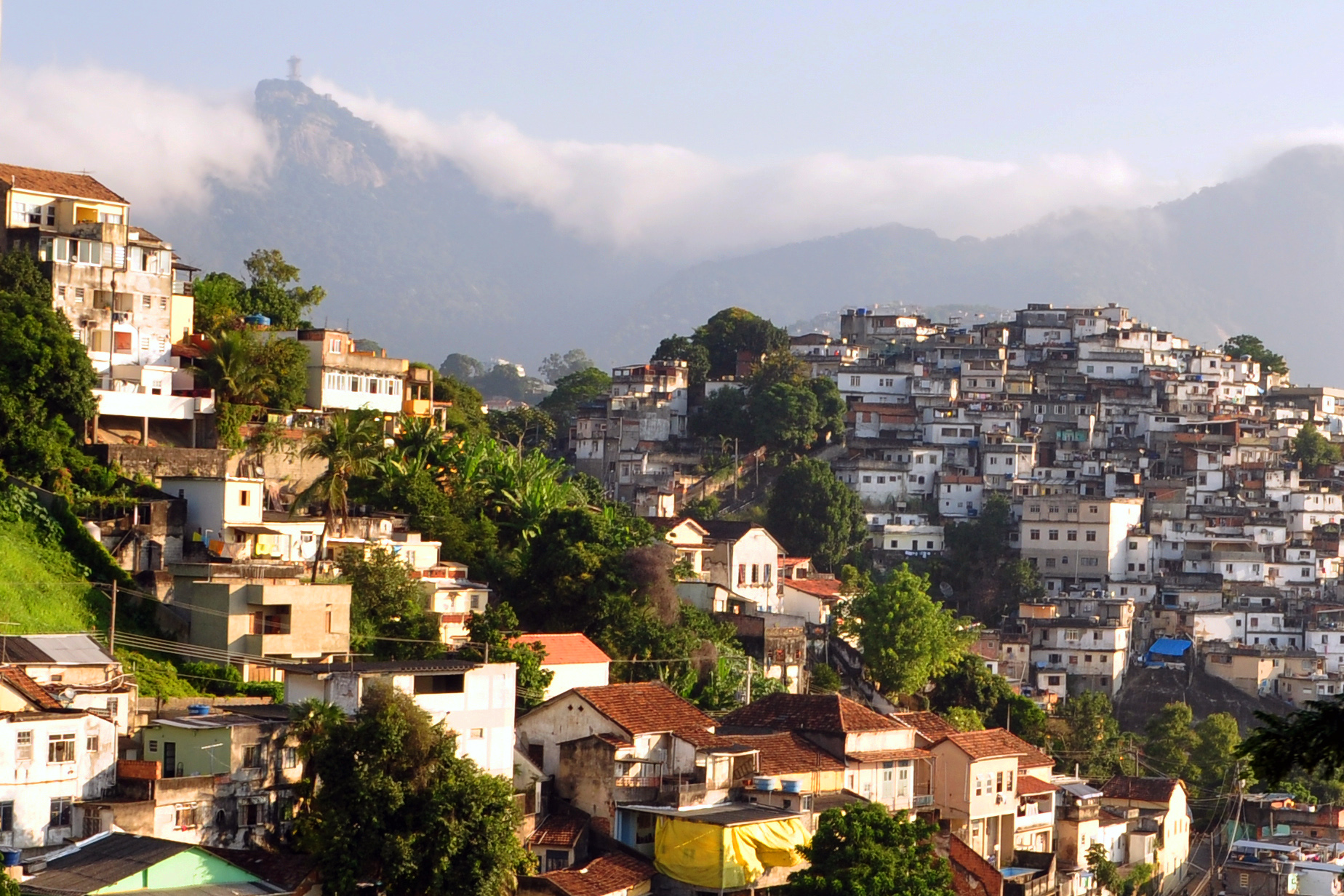
Il funk carioca è nato nelle favela di Rio de Janeiro.

Sebbene sia nato lungo la fine degli anni ottanta, il funk carioca ebbe origine da alcuni disc jockey che, negli anni settanta, hanno acquisito dischi R&B, soul e funk negli USA per poi riprodurli in varie feste delle favela di Rio de Janeiro. Quando Planet Rock (1982) di Afrika Bambaataa contribuì alla nascita del Miami bass, quest'ultimo stile fu a sua volta fondamentale per la nascita del funk carioca. Verso la fine degli anni settanta, il pioniere del genere DJ Marlboro iniziò ad accompagnare la musica delle sue feste al suo cantato rap e i primi artisti funk carioca cominciarono a fare uso della drum machine Roland TR-808. Lo stile ha avuto successive evoluzioni e ancora oggi viene suonato nei cosiddetti baile, grandi feste comunitarie caratterizzate da enormi sound system. Tuttavia, la violenza e l'erotismo dei baile, così come le liriche aggressive e sociali della musica che vi viene suonata, hanno reso questi eventi proibiti dalla polizia militare di stato. Oltre a Rio, altre città in cui lo stile si è diffuso sono Belo Horizonte, Recife e San Paolo. Dal funk carioca sono nati diversi sottogeneri: il proibidão, dalle liriche violente, il funk melody, romantico e più lento rispetto al funk tradizionale, il funk ostentação e il rasteirinha. A partire dagli anni duemila, il funk carioca ha iniziato a suscitare interesse in Europa e negli USA come conferma ad esempio la pubblicazione di varie antologie baile funk all'infuori del Brasile e l'emergere di artisti ispirati alla stilistica, fra cui la britannica M.I.A. o il tedesco Daniel Haaksman.

## Descrizione
Il funk carioca presenta una voce modulata elettronicamente e che declama in una maniera simile a quella del rap. Essa viene spesso accompagnata da una linea melodica, anche se non mancano gli interventi strumentali o quelli esclusivamente vocali. I ritmi del baile funk, noti come "volt mix", "tamborzão" e "beat-box", sono ispirati all'electro funk, al freestyle, all'hip-hop e al Miami bass, nonché alla musica afro-brasiliana e brasiliana. I testi documentano la vita, il comportamento e le regole di sopravvivenza di chi vive nei sobborghi di Rio. Oltre a DJ Marlboro, i pionieri del genere sono Carlos Machado e Grandmaster Raphael, mentre fra gli altri funkeiros si contano Anitta, MC Daleste, Lexa Carol Miranda, Mr. Catra, Ludmilla, Valesca Popozuda, Nego do Borel, Deize Tigrona, Tati Quebra-Barraco, MC Bin Laden, MC Pikachu e MC Pedrinho.

## Sottogeneri

### Proibidão
Il proibidão è un derivato del funk carioca con testi dedicati a pratiche illegali che vengono talvolta elogiate, tra cui lo spaccio di droga e la violenza contro le forze dell'ordine. Proprio per tale ragione ricorda il gangsta rap.

### Funk ostentação
Il funk ostentação, noto anche come funk paulista, è un sottogenere del funk nato a San Paolo nel 2008. I temi delle canzoni di questo stile  glorificano lo stile di vita urbano e materialistico e riflettono il bisogno di abbandonare le favela. Lo stile risulta frutto della nascita di una nuova classe media emergente in Brasile.

### Rasteirinha
Rasteirinha è un funk carioca più lento che si aggira intorno ai 96 BPM e utilizza atabaques, tamburelli e beatboxing. Incorpora anche influenze del reggaeton e dell'axé. Il principale successore del genere è la canzone "Pararatimbum", di Tati Zaqui.